# Semaine du Golfe
La Semaine du Golfe du Morbihan est une manifestation maritime et terrestre internationale se déroulant dans le Golfe du Morbihan, en Bretagne (France).

## Historique
L’initiative de ce projet est due au Conseil général du Morbihan qui a créé l’association « La Semaine du Golfe » (en collaboration avec le département, la ville de Vannes, la Compagnie des Ports du Morbihan (ex-SAGEMOR), le C.D.T.) et qui, en fin d’année 2000, a fait appel aux services des communes qui bordent le golfe du Morbihan. L'idée était de créer un rassemblement festif de bateaux dans cette région touchée quelques mois auparavant par le naufrage de l’Erika.
Initialement prévue pour une édition unique en 2001, la Semaine du Golfe se déroule désormais tous les deux ans durant la semaine de l’Ascension, chaque année impaire. En 2021, la fête a été annulée : 4 ans séparent donc l'édition 2023 et la précédente.

## Déroulement
La Semaine du Golfe rassemble près d'un millier de bateaux traditionnels de toutes tailles ainsi qu'une vingtaine de grandes unités du patrimoine maritime européen. Les bateaux participants sont répartis en huit flottilles cohérentes et identifiables qui naviguent tous les jours selon leurs parcours spécifiques et qui font escale chaque soir dans un port différent. Le programme nautique se clôt le samedi par une grande parade spectaculaire qui réunit l'ensemble de la flotte dans le chenal central du golfe.
Dix-sept communes du golfe participent à cette grande fête : Arradon, Arzon (Port-Navalo et le Crouesty), Auray (Saint-Goustan), Baden (Port-Blanc), Crac'h (Fort Espagnol), Île aux Moines (Port du Lério), Île d'Arz (cale de Pen Raz), Larmor-Baden (Port de Larmor-Baden), Le Bono (Port du Bono), Le Hézo, Locmariaquer (port de Locmariaquer), Plougoumelen (Port de Plougoumelen), Sarzeau (Port du Logéo), Séné (Port-Anna), Saint-Armel, Saint Gildas de Rhuys, Vannes (bassin à flot du port de Vannes).
À partir de 2025, les festivités s'étendent jusqu'aux îles de Houat et Hœdic pour permettre aux plus gros voiliers de naviguer en dehors du golfe.
Chaque port d'accueil met en place ses propres animations et cherche à valoriser son propre patrimoine maritime : dégustation d'huîtres du golfe et produits du terroir, buvettes conviviales, danses et musiques bretonnes, chants de marins, expositions, etc.[réf. nécessaire]

### Invités d'honneur
Depuis 2007, la Semaine du Golfe choisit à chaque édition un pays ou une région « invité d'honneur » qui amène une flottille emblématique de son littoral et de ses ports et qui organise un « village » à Vannes pour présenter sa culture maritime, sa musique, ses spécialités culinaires et ses atouts touristiques.

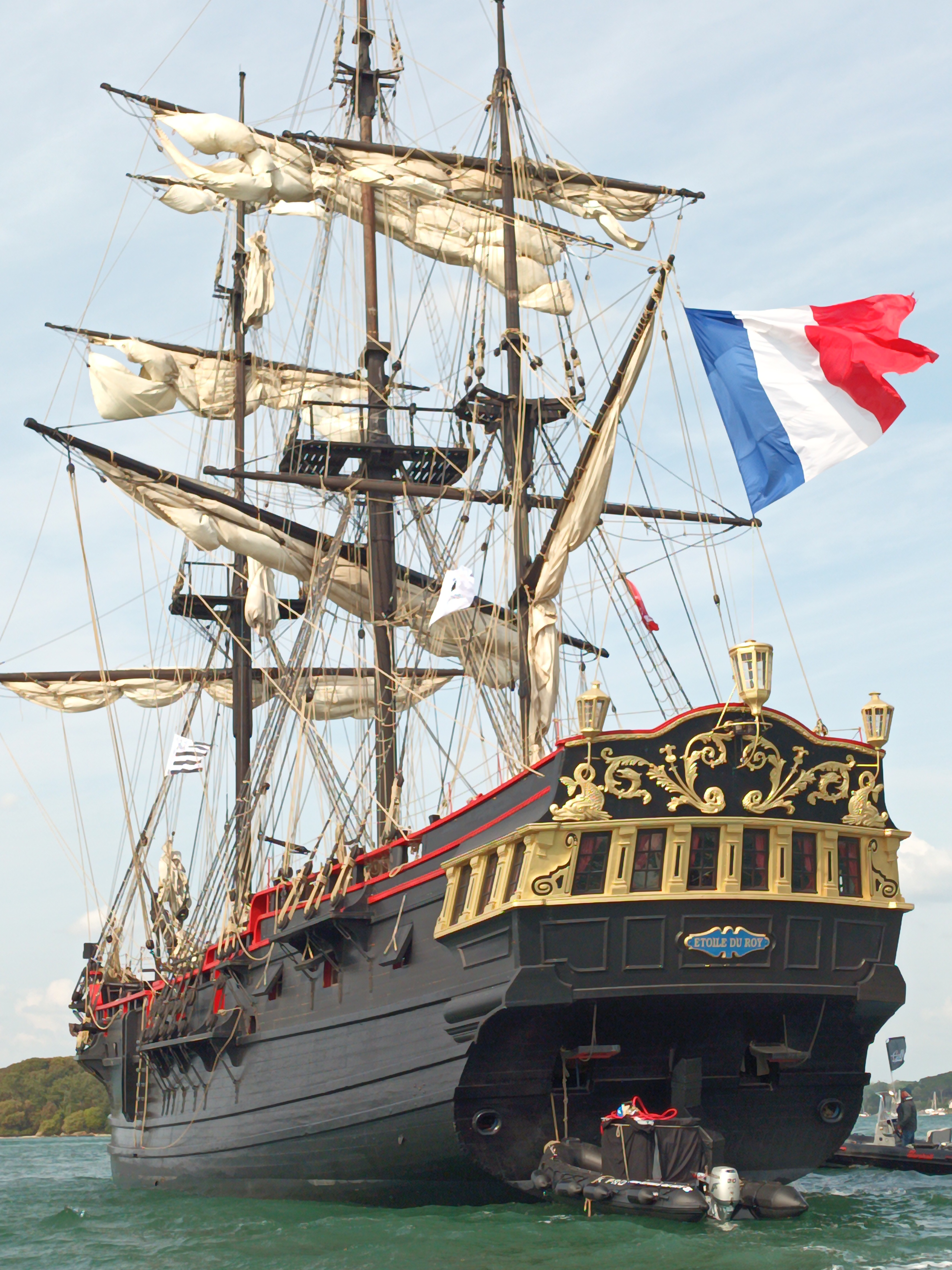
Semaine du golfe du Morbihan, grande parade.

| Edition | Invités d'honneur                                         |
| ------- | --------------------------------------------------------- |
| 2007    | La CaraMed, Alpes-Maritimes                               |
| 2009    | Pays de Galles                                            |
| 2011    | Pays Basque                                               |
| 2013    | Pays-Bas                                                  |
| 2015    | Croatie                                                   |
| 2017    | Les sauveteurs en mer, à l'occasion des 50 ans de la SNSM |
| 2019    | Norvège Vénétie                                           |
| 2021    | Annulée en raison de la pandémie de Covid-19              |
| 2023    | Croatie                                                   |

### Les grandes unités de laSemaine Du Golfedu Morbihan.

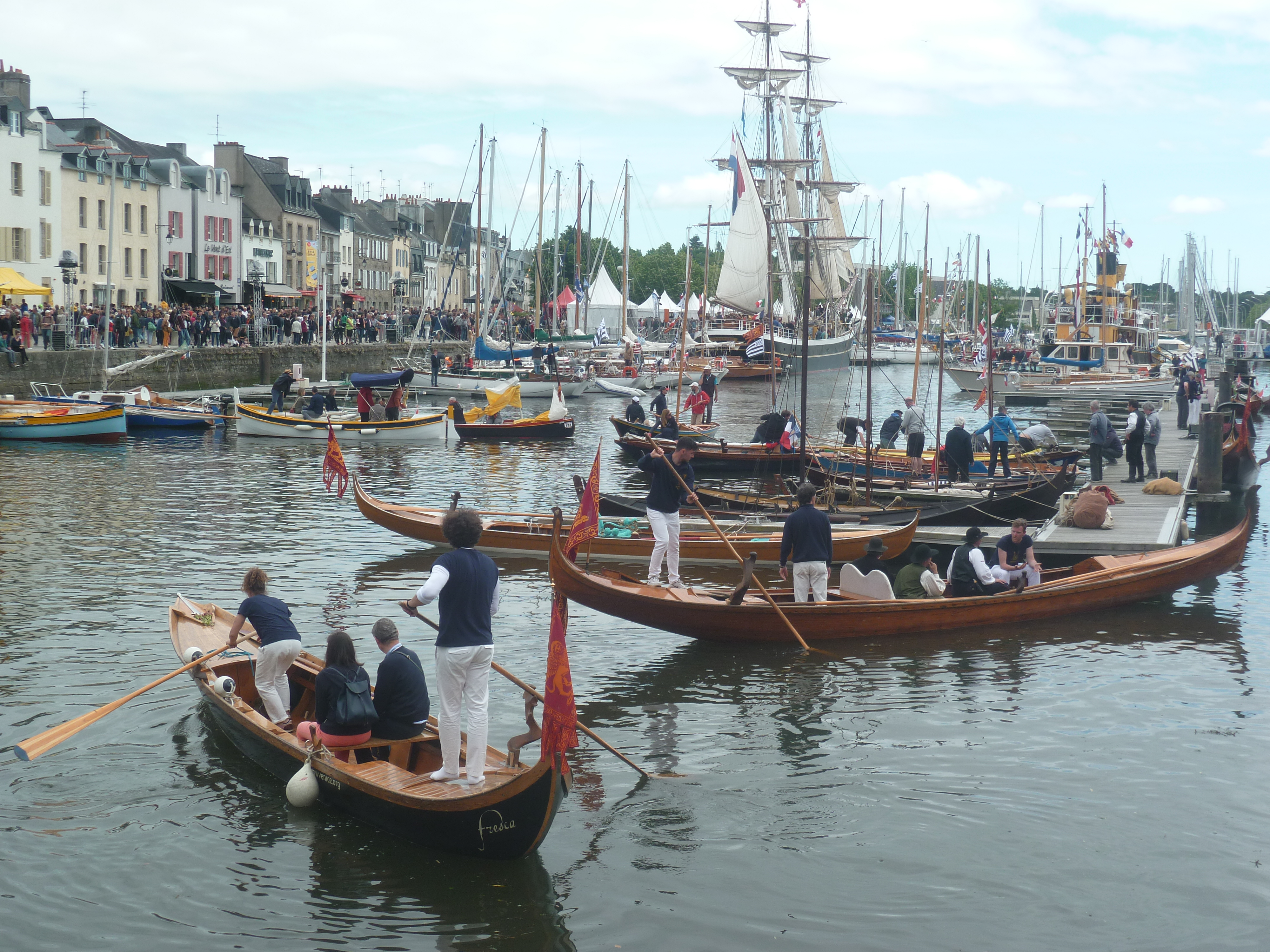
Semaine du Golfe du Morbihan 2019, port de Vannes.

Chaque année, des trois-mâts sont invités à participer à la Semaine du Golfe, au milieu de navires de taille plus modeste.
Voici une liste non exhaustive des navires qui sont déjà venus : 
- Morgenster : Brick de 48 m  Pays-Bas ;
- Kaskelot : Trois-mâts barque de 47 m  Royaume-Uni ;
- Oosterschelde : Brick-goélette de 38 m  Pays-Bas ;
- Hydrograaf : Bateau à vapeur de 40 m  Pays-Bas ;
- La Grace :  Brick de 32 m   République tchèque ;
- Shtandart : trois-mâts carré de 34 m   Russie ;
- Phoenix : Brick-goélette de 34 m  Danemark ;
- Unity of Lynn : Smack de 14 m  Royaume-Uni ;
- Marité : Trois-mâts goélette de 45 m  France ;
- Étoile du Roy : Trois-mâts carré de 46 m  France ;
- La Recouvrance : Goélette à hunier de 42 m  France ;
- Le Renard : Cotre à hunier de 30 m  France ;
- Notre Dame des Flots : Ketch de 28 m  France ;
- Belle-Étoile : Dundee de 26 m  France ;
- Belle Angèle : Lougre de 24 m  France ;
- Atyla : Goélette à hunier de 31 m  Espagne ;
- Ring Andersen : Ketch Marconi de 35 m  France ;
- Le Français : Trois-mâts barque de 45 m  France ;
- Marité : Trois-mâts goélette de 45 m  France ;
- Étoile Molène : dundee thonier de 35 m  France ;
- Grayhound : Lougre de 32 m  Royaume-Uni ;
- Skeaf VII ex Étoile Polaire : Ketch de 28 m  France ;
- Lys Noir : Yawl aurique de 24 m  France ;
- Neire Mâove : Goélette de 14 m  France ;
- Leenan Head : Cotre de 14 m  France.